# 宇宙刑事シャリバン (曲)
「宇宙刑事シャリバン」は、串田アキラのシングル。1983年3月1日に日本コロムビアから発売された。型番はCK-675。

## 解説
表題曲「宇宙刑事シャリバン」は、テレビドラマ（特撮番組）『宇宙刑事シャリバン』のオープニングテーマとして使用された。カップリングには、同じく串田アキラが歌う同作エンディングテーマ「強さは愛だ」が収録されている。

## 収録曲
（全作詞：山川啓介、全作曲・編曲：渡辺宙明、歌：串田アキラ）
1. 宇宙刑事シャリバン
  - 特撮番組『宇宙刑事シャリバン』オープニングテーマ。
2. 強さは愛だ
  - 特撮番組『宇宙刑事シャリバン』エンディングテーマ。

## カバー
『決定盤! テレビ・アニメ主題歌集』（K20G-7160、1983年発売）
樋浦一帆 - スターチャイルド（キングレコード）による「宇宙刑事シャリバン」のカバーを収録。編曲：奥山清。
『TVアニメ スーパー・ヒーロー』（20AG-962、1983年発売）
福沢良 & フォーリーズ - CBS・ソニー（ソニー・ミュージックレコーズ）による「宇宙刑事シャリバン」のカバーを収録。
『アニメタル・マラソンII 特撮編』（SRCL-4200～SRCL-4201、1998年2月21日発売）
アニメタル - ソニーレコード（ソニー・ミュージックレコーズ）による「宇宙刑事シャリバン」のカバーを収録。